# Andorra la Vella
Andorra la Vella je hlavní město státu Andorra, které mělo v roce 2015 22 886 obyvatel. Město má rozlohu 30 km² a hustotu zalidnění 762,8 obyvatel na km². Oficiálním jazykem je katalánština, ale používány jsou též španělština a francouzština. Většina obyvatel města se hlásí k římskokatolické církvi.

## Ekonomika
Andorra la Vella je hlavním obchodním střediskem Andorry. 80% veškerého HDP Andorry pochází pravě z tohoto města. Město je také centrem několika nadnárodních bank, převážně francouzských a španělských.

## Osobnosti
- Elidà Amigó i Montanya (1935–2020), historik
- Marc Forné Molné (* 1946), bývalý premiér
- Lluís Claret (* 1951), violoncellista
- Albert Salvadó (1951–2020), spisovatel
- Jaume Bartumeu (* 1954), právník a politik
- Juli Minoves (* 1969), prezident a spisovatel
- Pere López Agràs (* 1971), politik

### Sportovci
- Javier Sánchez (* 1968), bývalý profesionální tenista
- Sophie Dusautoir Bertrand (* 1972), lyžařka
- Toni Besolí (* 1976), judista
- Marc Bernaus (* 1977), bývalý fotbalista
- Santiago Deu (* 1980), bývalý plavec
- Meritxell Sabate (* 1980), bývalý plavec
- Marta Roure (* 1981), zpěvačka a herečka
- Carolina Cerqueda (* 1985), bývalá sprintérka
- Marc Garcia (* 1988), fotbalista
- Xavier Cardelús (* 1998), motocyklový jezdec

## Partnerská města
- Valls, Španělsko
- Sant Pol de Mar, Španělsko